# تیواستراز
تیواسترازها آنزیم هایی از خانواده استرازها هستند. استرازها نیز به نوبه خود یکی از انواع هیدرولازهای شناخته شده هستند.
تیواسترازها فعالیتی مشابه استراز از خود نشان می دهند (تقسیم استر به اسید و الکل، در حضور آب) اما به طور خاص بر یک گروه تیول اثر می گذارد.
تیواسترازها یا تیول‌استر هیدرولازها با شناسه EC3.1.2 مشخص می شوند.